# Mélanie Suchet
Mélanie Suchet, francoska alpska smučarka, * 1. september 1976, Moûtiers, Francija. 
Nastopila je na treh olimpijskih igrah, v smuku je osvojila četrto in šesto mesto, v superveleslalomu pa osmo in deseto. Na svetovnih prvenstvih je nastopila dvakrat in najboljšo uvrstitev dosegla leta 1999 s šestim mestom v smuku. V svetovnem pokalu je tekmovala dvanajst sezon med letoma 1993 in 2004 ter dosegla eno zmago v superveleslalomu in še šest uvrstitev na stopničke. V skupnem seštevku svetovnega pokala je bila najvišje na trinajstem mestu leta 1998, ko je bila tudi peta v superveleslalomskem seštevku, leta 1994 pa je bila tretja v smukaškem seštevku.